# 0-6 TV
0-6 TV - (gr. μηδέν έξι TV - mi̱dén éxi TV) – grecki kanał telewizyjny skierowany do dzieci i młodzieży, który dostępny był również w Polsce poprzez telewizję satelitarną. Na kanale emitowane były polskie filmy animowane (przeważnie były to Reksio i Bolek i Lolek) oraz znana i lubiana w Polsce, rosyjska bajka Wilk i Zając. Kanał był darmowy, niekodowany (FTA). Kanał wystartował 25 października 2002, zaś został dezaktywowany w 2013.

## Programy
- Reksio
- Bolek i Lolek
- Ja ci pokażę!
- Pampalini łowca zwierząt